# Jean-Antoine de Touchebœuf-Beaumont des Junies
Jean-Antoine de Touchebœuf-Beaumont des Junies, né en 1705 dans le Quercy et mort en 1762, est un ecclésiastique catholique français, évêque de Rennes de 1759 à 1761.

## Biographie
Il est le fils d'Antoine de Touchebœuf-Beaumont, baron des Junies, seigneur de Ferrières et de Rochetaillade, et de Charlotte de Montalembert-Monbeau.
Docteur de théologie en Sorbonne, il fut d'abord vicaire général et grand archidiacre de Tours avant d'être confirmé évêque de Rennes le 9 avril 1759.
Sacré, le 13 mai suivant, dans la chapelle du séminaire de Saint-Sulpice, à Paris, par Arthur Richard de Dillon, archevêque de Toulouse, assisté de Jean-Louis de La Marthonie de Caussade évêque de Meaux  et Armand de Roquelaure, évêque de Senlis, il n'eut guère l'occasion de se distinguer sur le siège épiscopal rennais, contraint qu'il fut de démissionner dès le 20 mai 1761 pour raison de santé.

## Armes
D’azur à deux bœufs passant d’or qui sont celles de la famille de Touchebœuf.

## Source bibliographique
- Amédée Guillotin de Corson, Pouillé historique de l'archevêché de Rennes, Rennes, Fougeray et Paris, René Haton, 1880-1886, 6 vol. in-8° br., couv. impr. (disponible sur Gallica).